# 노건일
노건일(盧健一, 1940년 10월 12일 ~ )은 제22대 충청북도지사와 교통부 장관을 역임한 공무원이자 인하대학교와 한림대학교 총장 등을 지낸 교육인이다. 본관은 광주(光州).

## 학력
- 용산고등학교
- ~ 1962 서울대학교 정치학과 학사
- ~ 1970 서울대학교 대학원 행정학 석사

### 비학위 수료
- ~ 1998 건국대학교 행정학 명예박사

## 경력
- 1961년 제13회 행정고시 합격
- 1986년 1월 ~ 1988년 5월 제22대 충청북도지사
- 1990년 3월 내무부 차관
- 1992년 3월 교통부 장관
- 1998년 3월 ~ 2002.02 인하대학교 총장
- 2002년 5월 명지대학교 행정학과 석좌교수
- 2012년 3월 ~ 2016년 2월 제8대 한림대학교 총장